# N'zi-Comoé
N'zi-Comoé var mellan 1996 och 2011 en region i Elfenbenskusten, till 1997 under namnet Centre-Est. Den låg i den centrala delen av landet, 130 km öster om huvudstaden Yamoussoukro. Antalet invånare var 633 927 vid folkräkningen 1998. Arean var 19 480 kvadratkilometer.